# Heteropetalum brasiliense
Heteropetalum es un género monotípico de plantas fanerógamas, perteneciente a la familia de las anonáceas. Su única especie, Heteropetalum brasiliense, es nativa del norte de  América meridional en Venezuela.

## Taxonomía
Heteropetalum brasiliense fue descrita por George Bentham y publicado en Journal of the Proceedings of the Linnean Society 5: 69, en el año 1861.
Sinonimia
- Guatteria heteropetala Benth.
- Heteropetalum spruceanum R.E.Fr.
- Heteropetalum spruceanum var. longipetalum R.E.Fr.
- Phaeanthus heteropetalus Baill.[3]